# ان‌جی‌سی ۱۱
ان‌جی‌سی ۱۱ (به انگلیسی: NGC 11) یک کهکشان مارپیچی با قدر ظاهری ۱۴٫۵ است که در صورت فلکی زن برزنجیر قرار دارد.